# Zuidelijke stekelwapenvlieg
De zuidelijke stekelwapenvlieg (Chorisops nagatomii) is een vliegensoort uit de familie van de wapenvliegen (Stratiomyidae). De wetenschappelijke naam van de soort is voor het eerst geldig gepubliceerd in 1979 door Rozkosny.